# Salno (powiat grudziądzki)
Salno – wieś w Polsce położona w województwie kujawsko-pomorskim, w powiecie grudziądzkim, w gminie Gruta.
W latach 1975–1998 miejscowość należała administracyjnie do województwa toruńskiego.

## Rys Historyczny
W dokumentach wieś Salno występuje jako Czadem (1414), Tczadel (1423), Sadlno (1570). Pierwsza wzmianka pochodzi z ok. roku 1381 i informuje, że jest to majątek ziemski o powierzchni 30 włók należący do zakonu krzyżackiego. W roku 1414 wieś pojawia się w wykazie strat poniesionych podczas tzw. wojny głodowej. W tej wzmiance wymieniona jest „pani z Czadla”, która w wyniku wojny poniosła straty w wysokości 700 grzywien. W roku 1468 Augustyn z Szewy sprzedał majątek Mirosławowi Jankowskiemu. W roku 1505 majątek nabywa Jan Sadlenski. Kolejni właściciele majątku to: Gnoińscy (do roku 1561), Michał Konojadzki i Jerzy Jasiński (1570), Jan Zygmunt Kostka h. Dąbrowa (do roku 1619), kasztelan chełmiński i starosta rogoziński Stanisław Niemojewski (od roku 1619), Wierzbowski i Sztorc (1667), Adam Trzciński (1682), Antoni Piwnicki ławnik chełmińskiego sądu ziemskiego (od roku 1727). W roku 1761 od Ksawerego Piwnickiego (syna Antoniego) majątek kupił Jan Pląskowski. Dwa lata później właścicielem Salna został Jan Wit Jeżewski, a w roku 1796 August Gruszczyński. Od roku 1816 do wybuchu II wojny światowej Salno było w posiadaniu rodu Osmannów.

## Zabytki
Według rejestru zabytków NID na listę zabytków wpisany jest park dworski z k. XIX w., nr rej.: 521 z 16.02.1987.
Prawdopodobnie obecny dwór pochodzi z XVIII wieku i został gruntownie przebudowany na początku XIX wieku (1809). Murowany z cegły, na kamiennym cokole, otynkowany, parterowy z facjatą i mieszkalnym poddaszem. Wysoko podpiwniczony. Fasada frontowa trzynastoosiowa, z trójosiową częścią środkową. Fasada ogrodowa siedmioosiowa z facjatą i dobudowaną w wieku XIX werandą. Dach naczółkowy kryty dachówką. Otoczony płotem park zajmuje powierzchnię ok. 4 ha, w tym 0,1 ha to staw. Znajdują się tu również XIX-wieczne zabudowania gospodarcze: zbudowany w roku 1803 spichlerz, w dolnej kondygnacji murowany z cegły, otynkowany, w górnej o konstrukcji szachulcowej, pochodząca z I połowy XIX wieku bażanciarnia, neogotycka, zbudowana w roku 1867 kuźnia (po przeciwnej stronie drogi), i pozostałe budynki gospodarcze.